# 相谷熊原遺跡
相谷熊原遺跡（あいだにくまはらいせき）は、滋賀県東近江市永源寺相谷町にある縄文時代を中心とする遺跡。滋賀県指定史跡に指定されている。

## 歴史
2009年（平成21年）から行われた発掘調査により、縄文時代草創期（約13000年前）の竪穴建物跡、縄文時代晩期（約3000年前）の土坑墓などを発見。縄文時代草創期の遺跡は県内唯一である。
見つかった竪穴建物跡5棟のうちの1棟から、国内最古級と言われる女性の胴体を表現した形状の土偶がみつかっている。